# Universidad Sheffield Hallam
La Universidad Sheffield Hallam (SHU) es una universidad pública de investigación en Sheffield, Yorkshire del Sur, Inglaterra. La universidad se basa en dos sitios; el campus de la ciudad está ubicado en el centro de la ciudad, cerca de la estación de tren de Sheffield, mientras que el campus de Collegiate Crescent está a unas dos millas de distancia en Broomhall Estate, junto a Ecclesall Road, en el suroeste de Sheffield.
La universidad es la decimocuarta universidad más grande del Reino Unido (de 169) con 30 960 estudiantes (de los cuales 4400 son estudiantes internacionales), 4494 empleados y 708 cursos.

## Historia

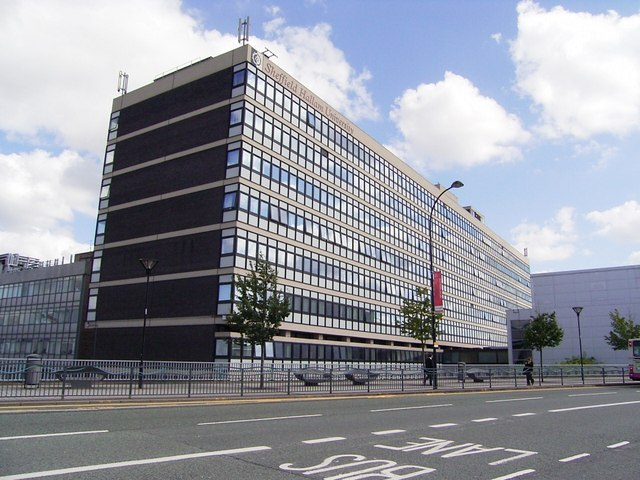
Edificio Owen

En 1843, cuando la revolución industrial se aceleraba y Sheffield estaba a punto de convertirse en la capital mundial de la fabricación de acero, herramientas y cuchillería, se fundó la Escuela de Diseño de Sheffield tras la presión ejercida por el artista Benjamin Haydon. El funcionamiento diario estaba controlado por el consejo local, mientras que la Junta de Comercio de Londres nombraba al jefe. La matrícula comenzó en una habitación alquilada de 60x40 pies en Glossop Road. En 1850, la Escuela de Diseño pasó a llamarse Escuela de Arte de Sheffield.
En 1905, el City of Sheffield Training College (más tarde rebautizado como Sheffield City College of Education) en Collegiate Crescent admitió a sus primeros 90 estudiantes. Durante la Primera Guerra Mundial, el Collegiate Hall fue requisado por la Oficina de Guerra para crear el 3er Hospital General del Norte, una instalación para el Cuerpo Médico del Ejército Real para tratar bajas militares.
Durante la década de 1960 se construyó un nuevo campus en el centro de la ciudad. Durante la construcción, en febrero de 1962, una grúa torre en el sitio se derrumbó durante el Gran Vendaval de Sheffield. Se estrelló contra el costado de lo que se convertiría en el Edificio Owen, causando daños graves y retrasando la construcción. En 1967, se completó el edificio Owen. Construido con un diseño funcional de la década de 1960, desde entonces ha sido modernizado y completamente renovado con un atrio que lo conecta con cuatro edificios adyacentes. En 1969, la Escuela de Diseño de Sheffield se fusionó con la Facultad de Tecnología de la ciudad para formar el Politécnico de Sheffield. En 1976, el Politécnico de Sheffield se fusionó con los dos colegios de formación de profesores de la ciudad (Sheffield City College y Totley Hall College) y pasó a llamarse Politécnico de la ciudad de Sheffield. En 1987, el Politécnico de la Ciudad de Sheffield se convirtió en miembro fundador del Consorcio del Norte.

### Situación universitaria hasta la actualidad
En 1992, Sheffield City Polytechnic se convirtió en Sheffield Hallam University (SHU), con derecho a otorgar sus propios títulos.
En 2005, SHU se reorganizó en cuatro facultades. La nueva Facultad de Desarrollo y Sociedad, con énfasis en 'personas, lugares y espacios', reunió educación, geografía, humanidades, derecho y ciencias sociales. Al mismo tiempo, con la intención de seguir desarrollando la investigación y la docencia en la nueva Facultad de Salud y Bienestar, se puso en marcha un nuevo Grupo Académico Clínico. El edificio que había sido diseñado y construido para albergar el Centro Nacional de Música Popular se convirtió en el edificio del sindicato de estudiantes de la universidad (HUBS). El edificio Nelson Mandela, el antiguo edificio del sindicato de estudiantes (cuando se inauguró en 1978 se conocía como el edificio Phoenix), se vendió y desde entonces ha sido demolido.
En 2007, SHU se hizo cargo de la enseñanza de enfermería y obstetricia de la Universidad de Sheffield. Estas actividades ahora se basan en el Campus Collegiate Crescent. Al año siguiente, se cerró el campus de Psalter Lane (anteriormente Sheffield College of Art) y las actividades se transfirieron al campus de la ciudad. El edificio Furnival de eficiencia energética de £ 26 millones se inauguró en septiembre (rebautizado como Edificio Cantor en 2011 en reconocimiento a un importante donante de la universidad). El edificio, que incluye espacios de enseñanza y una galería de arte, ha sido descrito como "el impresionante nuevo punto de entrada al campus".

## Organización

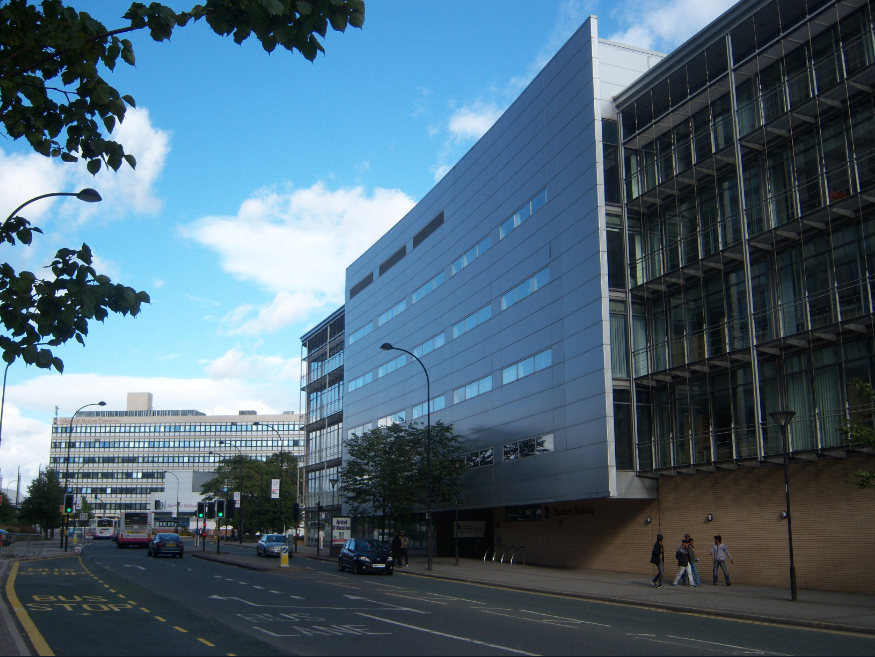
Edificio Owen de SHU (izquierda) y Edificio Stoddart (derecha), parte del campus de la ciudad en Arundel Gate

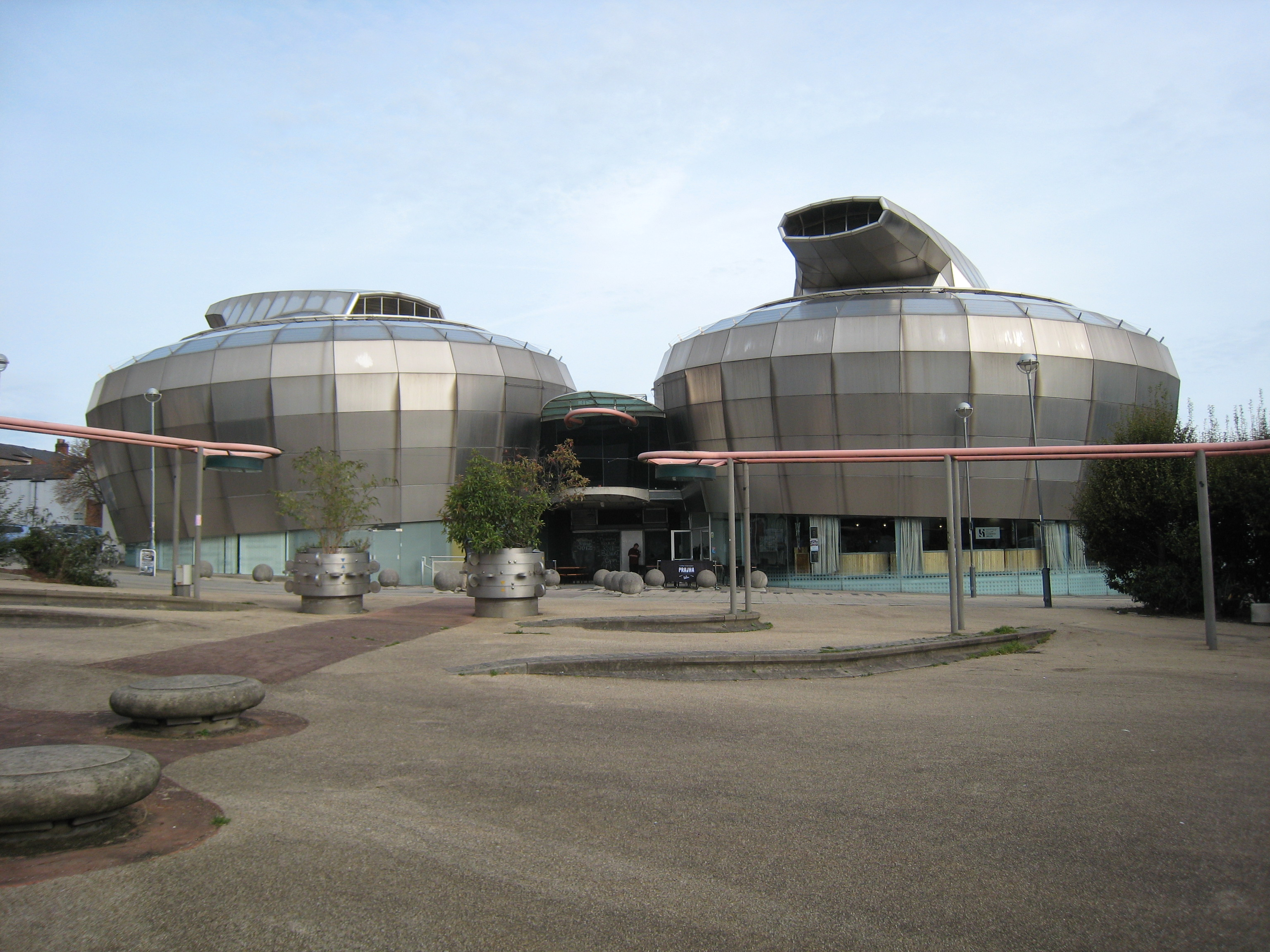
Unión de estudiantes de Sheffield Hallam

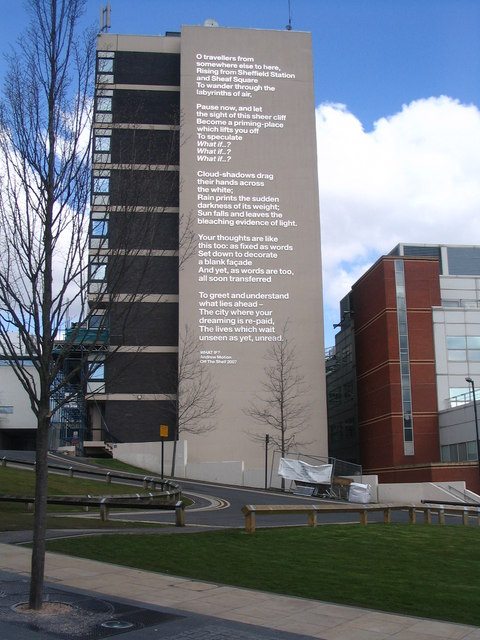
Poema en el costado del edificio Owen: "What If?"

### Colegios
En 2020, la universidad relanzó su estructura alejándose de cuatro facultades y reorganizando los departamentos académicos en colegios.
Facultad de Negocios, Tecnología e Ingeniería (BTE)
Anteriormente conocida como la Escuela de Negocios de Sheffield y antes de eso, la Facultad de Organización y Administración (OM). La nueva universidad incorporó partes de la antigua Facultad de Ciencias, Tecnología y Artes (STA) anteriormente conocida como Facultad de Artes, Computación, Ingeniería y Ciencias (ACES)
- Escuela de Negocios de Sheffield
  - Departamento de Finanzas, Contabilidad y Sistemas Comerciales
  - Departamento de Gerencia
  - Departamento de Gestión del Sector de Servicios
- Departamento de Informática
- Departamento de Ingeniería y Matemáticas

Facultad de Ciencias Sociales y Artes (SSA)
Anteriormente conocida como Facultad de Ciencias Sociales y Humanidades (SSH). La nueva universidad incorporó partes de la antigua Facultad de Ciencias, Tecnología y Artes (STA) anteriormente conocida como Facultad de Artes, Computación, Ingeniería y Ciencias (ACES)
- Departamento de Arte y Diseño
- Departamento de Artes de los Medios y Comunicación
- Departamento del Medio Ambiente Natural y Construido
- Instituto de Educación de Sheffield (SIOE)
- Departamento de Educación, Infancia e Inclusión
- Departamento de Formación Docente
- Centro TESOL (Enseñanza de inglés para hablantes de otros idiomas)
- Departamento de Psicología, Sociología y Política
- Departamento de Humanidades
- Departamento de Derecho y Criminología

Facultad de Salud, Bienestar y Ciencias de la Vida (HWLS)
Anteriormente la Facultad de Salud y Bienestar (HWB)
- Departamento de Profesiones de la Salud Afines
- Departamento de Biociencias y Química
- Departamento de Enfermería y Partería
- Centro de Liderazgo
- Centro de Educación Médica y Dental de Posgrado
- Academia de Deporte y Actividad Física
- Departamento de Trabajo Social y Atención Social y Estudios Comunitarios

### Investigación

#### Centros de investigación
- Centro de Investigación de Bienestar Avanzado (AWRC)
- Centro de Investigación en Ciencias Biomoleculares (BMRC)
- Centro de Ciencias del Comportamiento y Psicología Aplicada (CBSCAP)
- Centro de Desarrollo e Investigación en Educación (CDARE)
- Centro de Investigaciones Económicas y Sociales Regionales (CRESR)
- Centro de Ciencias del Deporte y el Ejercicio (CSES)
- Centro de Investigación en Ingeniería Deportiva (CSER)
- Centro de Futuros de Diseño para la Colaboración Industrial (Futuros de Diseño)
- Centro de Investigación en Humanidades (HRC)
- Lab4Living
- Centro Nacional de Excelencia en Ingeniería de Alimentos (NCEFE)
- Centro de Investigación de la Industria del Deporte (SIRC)
- Centro de Investigación del Deporte y la Actividad Física (SPARC)

#### Institutos de investigación
- Instituto de Investigaciones Culturales, de la Comunicación y de la Informática (C3RI)
  - Centro de Investigación de Arte, Diseño y Medios (ADRC)
  - Centro de Investigación en Computación y Comunicación (CCRC)
- Instituto de Investigación de Materiales e Ingeniería (MERI)
  - Centro de Investigación en Automatización y Robótica (CARR)
  - Centro Tecnológico Nacional HIPIMS
  - Centro de Investigación de Polímeros, Nanocompuestos y Modelado
  - Centro de Investigación de Materiales Estructurales e Integridad
  - Centro de Investigación de Películas Delgadas
- Instituto de Investigación de la Escuela de Negocios de Sheffield (SBSRI)
- Instituto de Estudios Políticos de Sheffield (SIPS)
- Instituto de Educación de Sheffield (SIoE)

#### Grupos y redes
- Grupo de Investigación Acción Voluntaria
- Red de Investigación de Cine, Televisión, Teatro y Performance
- Investigación en Salud y Atención Social
- Grupo de Investigación en Derecho
- Grupo de Investigación de Medio Ambiente Natural y Construido
- Grupo de investigación de recreación al aire libre
- Grupo de Investigación en Actividad Física, Bienestar y Salud Pública (PAWPH)
- Grupo de recuperación de investigación de adicciones de Sheffield
- Grupo de Investigación Deporte y Rendimiento Humano
- Grupo de Investigación en Ingeniería Deportiva
- Grupo de Investigación de la Industria del Deporte

A través de los centros de investigación se han formado una serie de empresas derivadas, que incluyen:
- Sheaf Solutions: organización automotriz y aeroespacial
- Hallam Biotech: análisis y síntesis de biotecnología
- Servicios de investigación y análisis de materiales (MARS): análisis de materiales y soluciones
- Bodycote – recubrimiento de materiales
- Design Futures: diseño de productos, diseño de envases, investigación y estrategia

### Cancilleres
La abogada británica, locutora y compañera vitalicia de la Cámara de los Lores, Helena Kennedy, fue instalada como canciller en una ceremonia en Cutlers' Hall el jueves 26 de julio de 2018.
- Bryan Nicholson 1992–2001[15]
- Robert Winston, 2001–2018
- Helena Kennedy, 2018-presente

## Perfil académico

### Red de aprendizaje permanente
SHU es el socio principal de Higher Futures, la Red de aprendizaje permanente (LLN) para Yorkshire del Sur, North Derbyshire y North Nottinghamshire.

### Rankings y reputación
En la Encuesta Nacional de Estudiantes, varias áreas temáticas en SHU se han desempeñado muy bien en términos de satisfacción general de los estudiantes con sus cursos: por ejemplo, la arquitectura y la geografía se ubicaron en primer lugar y la planificación en segundo lugar.
En las tablas de la liga universitaria, la Universidad de Sheffield Hallam ocupó el puesto 47 entre 121 universidades del Reino Unido según The Guardian University Guide 2021; 65 de 131 por The Times & Sunday Times Good University Guide 2020; y 67 de 130 por la  Complete University Guide 2021. En 2019, ocupó el puesto 485 entre las universidades de todo el mundo según SCImago Institutions Rankings.
Hallam recibió un premio de Primera Clase y ocupó el puesto 15 entre 151 universidades en la Liga Universitaria People & Planet 2015, que evalúa las credenciales ambientales de las universidades. En 2020, la Universidad recibió el premio The Times & Sunday Times University of the Year por la calidad de la enseñanza.